# Naurissaari (ö i Södra Savolax, Pieksämäki)
Naurissaari är en ö i Finland. Den ligger i sjön Rautjärvi och i kommunen Jockas i den ekonomiska regionen  Pieksämäki ekonomiska region  och landskapet Södra Savolax, i den södra delen av landet, 230 km nordost om huvudstaden Helsingfors. Öns area är 1,8 hektar och dess största längd är 210 meter i sydöst-nordvästlig riktning.